# 二天一流
二天一流（にてんいちりゅう）は流祖・新免玄信（宮本武蔵）が、晩年に完成させた兵法である。その理念は著書『五輪書』に著されている。五輪の書執筆に先立ち、霊巌洞（れいがんどう）で祈願したことば武公伝に書かれているが、そこで執筆したという事実はない。二天流、武蔵流などとも呼ばれた。現在も、山東派と野田派が伝承されている。

## 流祖宮本武蔵の思想

### 敵とうちあふ時の利におゐてハ、表にて戦、奥を以てきると云事にあらず
古代における諸道は、院政期に始まる官司請負制の結果、親－子を単位として受け継がれていくことになる。これが家職の始まりである。
室町以降になると、武家社会が生み出した故実や武芸についても、その専門を担う家・流派が成立した。
中世に生まれたこれらの家・流派には、多くの場合、競合する家・流派が存在した。ライバルに対して優越すべく、彼らは知識を秘匿化、あるいは神秘化する傾向を示した。これが秘伝である。
そうしたなかにあって、宮本武蔵が『五輪書』風の巻にて、奥義や秘伝書を有する流派に対しては、真剣の斬り合いにおいて、表で戦い奥義で斬るということはなく、最初から神髄を伝え、当人の技量に応じて指導すべしという趣旨を記し、無用な神秘化を避けたことは画期的であった。

## 歴史
宮本武蔵の父・新免無二（當理流関係の文献には宮本無二之助藤原一真・宮本無二斎藤原一真）は、實手・二刀流などを含む當理流（肥後系の伝承）または無二流（筑前系の伝承）の使い手だったが、武蔵はそれを発展させ流名を円明流という自流を立てた。晩年、右手に大太刀、左手に小太刀の二刀を用いる五つのおもて「五方」の五本にまとめ上げ、その兵法理念を『五輪書』の草稿に書き表した。林羅山の賛（『羅山文集』所収）からすれば、武蔵は江戸にいた時から「円明流」を改め、「二刀一流」を名乗っていたようである。寛文18年『兵法三十五箇条』では「二刀一流」で、『五輪書』になって「二天一流」と称するようになるが、その『五輪書』でも所々「二刀一流」と書いている。、志方系は熊本藩に二天一流兵法と届け出ており、村上正勝系は熊本藩に二天一流兵法と届け出ていることから、武蔵の死後は二天一流が定着したと考えられる。後世には、二天流・武蔵流の名も用いられている。

### 宮本武蔵武蔵逝去後の肥後熊本での伝承
武蔵晩年の弟子には細川家家老である松井寄之などがいるが、一流相伝を受けたのは、『五輪書』を相伝された寺尾孫之允勝信と、その弟で病床の武蔵の世話をし、『兵法三十九箇条』を相伝された寺尾求馬助信行で、武蔵の死後、二天一流はこのふたりを中心に伝えられた。
『武公伝』（細川家家老で八代城主松井家の二天一流師範が著した武蔵伝記。宝暦5年(1755年)豊田正脩編）には、｢士水云、武公肥後にての門弟、太守初め、長岡式部寄之、澤村右衛門友好、其の外御家中御側外様及び陪臣軽士に至り、千余人なり｣と書かれている。
寺尾孫之允の弟子には『五輪書』を相伝した浦上十兵衛(慶安4年・1651年)、柴任三左衛門（承応2年・1653年）、山本源介(寛文7年・1667年)、槙島甚介(寛文8年・1668年)がおり、『武公伝』は他に相伝の弟子として井上角兵衛、中山平右衛門、提次兵衛永衛、この他弟子余多ありとしている。重臣の松井直之、山名十左衛門も高弟としている。
寺尾求馬助の子息のうち、寺尾藤次玄高、新免弁助信盛、寺尾郷右衛門勝行の３人が熊本藩の兵法師範となったが、特に寺尾求馬助の四男である信盛は武蔵の再来と噂されるほどの技量で、父・求馬助から武蔵の後継者とされ、新免姓を継承し新免弁助信盛を名乗り今日まで伝わる二天一流の稽古体系を完成させた。
宝暦5年(1755年)に時習館 (熊本藩)が設立されると、武芸稽古所には東榭（とうしゃ）・西榭（せいしゃ）が設けられ、志方半兵衛之経は東榭の剣術師範のひとりとして、村上平内正勝は西榭の剣術師範のひとりとして登用され、この二人が当時二天一流の代表的な師範として熊本藩に認知されていたことが分かる。
宝暦7年(1757年)に八代に文武稽古所を設立され、武芸所は教衛場と呼ばれた。時期は不明だが、村上平内正勝の弟の村上正之（村上八郎右衛門正之）が剣術の師範として登用され、村上正之の死後は弟子の豊田景英が教衛場の師範となった。
村上正勝・正之から学び、村上正之から相伝を受けた野田一渓種信は、寺尾藤次の弟子筋で寺尾求馬助信行の外孫の太田佐平次泉路からも学び、両者の多くの違いを乗り越え、二天一流兵法別派 野田派二天一流を創始した。
寺尾求馬助の五男である寺尾郷右衛門勝行は、父や寺尾藤次玄高、新免弁助信盛のふたりの兄たちからも学び、道統は吉田善右衛門正弘を経て、山東家に伝えられた。
新免弁之助玄直は、廻国修行を藩に申し出たが許可されず、宝暦11(1761)年7月出奔し、廻国修行に出た。翌12年4月帰藩した際蟄居を申し付けられたが、13年8月に「連々剣術心懸,抜群之者付」という理由で赦されている。
熊本における二天一流は、志方系と村上正勝系・正之系、村上家から別れた野田系の四つの新免信盛の流れを伝える師範家に加え、寺尾求馬助の六男の寺尾郷右衛門勝行からの系を伝える楊心流柔術師範家であった山東家を加えた五師範家が藩に公認された。
ちなみに時習館では、知行取・御中小姓の子弟や嫡子など大身・小身に関係なく学ぶことが出できたが、注目すべきは、軽輩・陪臣でも抜群のものであれば学べたし、農商の場合も同様であった。。十九世紀熊本藩住民評価・褒賞記録「町在」解析目録検索システムで、二天一流、武蔵流、二天流などの検索項目で検索すると、郷士で免許皆伝を授かったものの記録や、百姓で免許皆伝を授かった後に村役人として採用されたケースの記載がある。

### 宮本武蔵武蔵逝去後の筑前福岡での伝承
なお、寺尾孫之允の弟子筋の中には細川家の外に二天一流を伝えた者もいる。中でも柴任三左衛門美矩は福岡藩黒田家家臣の吉田太郎右衛門実連に伝えた。
実連の弟子である立花峯均は武蔵の伝記『兵法大祖武州玄信公伝来』（本来の書名は『武州伝来記』という説がある。また『丹治峯均筆記』という通称も知られる）を著した。
立花峯均の遠島と赦免を経て、道統は立花系と早川系に分かれて伝承された。
早川系は、安永年間（1772年から1781年までの期間）、大塚作太夫重寧の養嗣の大塚可生重庸のときに、福岡藩から剣術家業を命じられ、重庸の養父の重寧から廃嫡されていた大塚藤郷はその後見教授を命じられ、藤郷自身にも新たな家禄が与えられた。大塚家の現在の薬院にあった道場は、全盛期には3,000坪を越える道場であった。

### 越後での伝承
さらに福岡藩の二天一流は江戸後期に、立花峯均の孫弟子の丹羽信英が筑前黒田家の江戸藩邸を出奔し、明和6年（1769年）に越後に至り、享保の紫雲寺潟干拓事業完了後の紫雲寺郷で後半生を過ごしたことによって越後に伝えられ、明治中期までは伝承された。
特に丹羽信英の弟子の渡部六右衛門行信を嚆矢とする三日市藩上今泉流がもっとも盛んで、この門流から三日市藩川口流、黒川藩大平流、黒川藩石喜流、桑名藩柴橋流が生まれた。三日市藩上今泉流は門人500人、三日市藩川口流は門人200人と記録される。
丹羽信英の弟子の伊藤理右衛門遠風を嚆矢とする新発田藩流、丹羽信英の弟子の赤見俊平有久を嚆矢とする村上藩流も伝承された。
三日市藩上今泉流の渡部六右衛門安信は、あるときは兵法修行のため諸国をめぐり、兵法修行の希望者が安信を慕って来たり、試合を望むものがあれば門人が代わる代わる立会って競い合い、その結果、弟子に勝つ者は稀であった。
三日市藩川口流で、川口村（現在の新潟県長岡市の一部）の庄屋の菅作右衛門正一は、三日市藩剣術指南役に栄転したときに、妻の「五十嵐」姓を名乗り、五十嵐平左衛門正一となった。

### 宮本武蔵武蔵逝去後の播磨での伝承
柴任三左衛門美矩は、姫路藩本多中務大輔政武に家老梶金平の取り持ちにて500石で仕官（武州傳来記、本庄家系譜）元禄11年（1698年）より後、家老梶金平が本多家を離れるにあたり、柴任も到仕。明石に隠棲し、播磨に二天一流を伝えた（武州傳来記、本庄家系譜）。また、宮本武蔵の系統の多田円明流師範の多田源左衛門祐久に二天一流の相伝を行った。

### 幕末から明治にかけての肥後熊本での動向
嘉永3年（1850）5月8日に、熊本時習館の師役の山東半兵衛の弟子宮崎政賢（宮崎長兵衛）が、師の子息で、後に熊本時習館の師役となる山東新十郎清武とともに全国開国修行に出立し、同年12月に帰藩した。廻国のルートは、讃岐の多度津・丸亀両家中を振り出しに、狼華の天真館、江戸では斎藤・千葉・伊庭の大道場の他に今治・津・柳河・館林・島原の諸家中、その後は佐倉、香取、土浦、笠間、水戸、棚倉、仙台、山形、会津、白河、宇都宮、壬生、古河、安中、小諸、上田、膳所を歴遊し、最後は高槻で畢っている。手合わせした相手のほとんどは、諸藩師家や著名な大道場の門人たちである。試合数は689名に及び、最も多い日は51名(水戸・神道無念流長尾理平太門人)を数えた。この時の長兵衛の足跡は、この3年後の嘉永6年（1853年）から安政元年にかけて佐賀藩士で二刀鉄人流師範の牟田高惇が藩命を受けて廻国修行した時のルートと重なり合う部分が多い。

明治3年（1870）に熊本時習館は廃止されたが、剣術師家17家中、最大の5家を占めたのは二天一流と新陰流（疋田景兼の系統の新陰流）であった。
廃藩置県後の明治5年（1872）、熊本県の山東新十郎清武は、加茂川村加惠荒目鶴に道場を開設し、二天一流や揚心流（楊心流）柔術を教授した。門弟の数は6,000名で明治6年から7年にかけて隆盛したが、明治10年に閉場した。
1877年（明治10年）の西南戦争の折り、山東新十郎清武は熊本隊十六番隊長として西郷軍に加担。清武長男は田原坂の戦闘で戦死。宮崎長兵衛の長男宮崎八郎は協同隊総参謀として西郷軍に加担し、八代で戦死。
西南戦争後に武道を見直す機運が高まり、明治15年（1882）熊本県にて振武會が設立され、山東新十郎清武は創立委員のひとりであった。明治30年（1897）大日本武徳会熊本支部の設立に伴い、振武會は解散。
山東新十郎清武は、明治35年（1902年）に京都聖護院で開催された大日本武徳会の演武会に出場。弟子で京大総長の木下広次が打太刀を務めた。
明治42年（1908年）、山東新十郎清武は青木規矩男久勝に兵法二天一流宗家師範許状を出した。また青木規矩男久勝は大石永勝から関口流抜刀術第14代宗家を継承した。

### 幕末から明治にかけての筑前福岡での動向
1868年（慶応4年）4月8日、福岡藩は勤王派弾圧の廉で佐幕派の重臣4人を処罰し、浦上信濃（45歳）、野村東馬（29歳）、久野将監（59歳）の3名は切腹、後に立花系の二天一流を相伝する吉田一畝（吉田大炊秋年）は若年故に押隠居となる。
早川系の二天一流は、大塚家によって継承され、1869年（明治2年）まで道場を開いていたが、廃藩置県後に道場を閉じた。伊丹九郎左衛門親賢は、廃藩置県前の1869年（明治2年）5月19日に大塚作太夫重威から相伝を受けた。
お笑い芸人のバカリズムの母方の高祖父にあたり、系統は不明だが二天一流の継承者の原弥平次は、嘉永6年（1853年）黒船が来航した年に二十歳を迎え、二天一流の剣術に長け、藩主の警護に当たった｡やがて 御詮議掛・御陸目付といった監視・取り調べなどの役目を担った。
明治維新になると、福岡藩は財政難を打破するため、1870年（明治3年）に明治政府発行の太政官札を偽造した。太政官札贋造事件である。
1871年（明治4年）に判決が下り、原弥平次自身も、監督不行き届きとして35日間の閉門となった｡
なお、太政官札贋造事件で切腹を命じられた福岡藩の大参事の立花増美は、二天一流師範の立花増昆の4代の孫で、立花本家4000石の当主で、嘉衛時代より福岡藩の家老として活躍した立花増熊の嫡子であった。
立花系の二天一流は、1887年（明治20年）2月26日に立花種美から吉田一畝に相伝された。

### 幕末から明治にかけての越後での動向
越後村上藩の師範役であった石黒又右衛門贇広は尊王攘夷論に賛成し、戊辰戦争中に、村上藩の奥羽越列藩同盟の加入に反対したが容れられず、村上藩は慶応4年/明治元年（1868）5月6日に加盟。石黒も従軍を命じられたが戦意はなく、明治維新後に隠遁。
三日市藩川口流の田中六郎は、俵橋村の庄屋であったが、高島秋帆が興した高島流砲術目録を得て、戊辰戦争では、有栖川宮熾仁親王の東征軍大総督の会津征討軍に参加した。

### 大正以降
昭和6年11月、昭和天皇の熊本に行幸。11月18日に肥後武道の演武は天覧の栄に浴した。二天一流の演武者は打太刀を野田長三郎が、（系譜野田辰三郎と氏名が異なるが、大浦 辰男『宮本武蔵の真髄―五輪書と二天一流の極意』マネジメント社、1989年10月1日の本文と系譜も異なっている）仕太刀を志水三郎が務めた。

### 現在の伝承状況
現在、江戸時代で肥後熊本で伝承された山東派と野田派が伝承されている。

## 二天一流の本質に関する現在の師範の考え方
片手剣法であるという考え方、二刀をフルに活用できるように鍛錬・稽古するという考え方、両手で扱う一刀太刀勢法こそ宮本武蔵が実戦で使った技を集大成したもので二天一流の神髄であるという考え方の3つの考え方がある。

## 系譜
特に出典がないところは、魚住孝至『日本人の道　宮本武蔵』ぺりかん社、2002年12月20日、424-427頁をもとに作成したが、明らかに誤りがあるところは出典を明記して訂正する。
- 宮本武蔵藤原玄信[注釈 3]
  - 寺尾孫之允信正[注釈 4]
    - 浦上十兵衛
    - 柴任三左衛門美矩（重矩）[注釈 5]
      - 吉田太郎右衛門実連[注釈 6]
        - 立花峯均[注釈 7]【筑前 立花系】
          - 立花勇勝（増時）[97][34][注釈 8]
          - 立花種章（増寿）[97][34][注釈 9]
            - 立花種貫[98][注釈 10]
              - 立花種純[98][66][59]
                - 立花種名[98][66][59]
                  - 立花弥兵衛種礼[103][66][59]
                    - 立花種邁[66][59]
                      - 立花重哲[66][59][注釈 11]
                        - 立花種規[66][59][注釈 12]
                          - 立花種美[66][59][注釈 13]
                            - 吉田一畝（吉田大炊秋年）[66][59][注釈 14]

                    - 岡本半弥[103]
                      - 岡本友堂[103][注釈 15]

              - 林成章[98]
              - 白水重能[98][注釈 16]
              - 立花増昆[98]
                - 吉田経年[107][98][注釈 17]

            - 丹羽信英[34][108][注釈 18]
              - 高橋浅右衛門信武[108][注釈 19]
              - 関川助市[108][注釈 20]
              - 赤見俊平有久[121][108][注釈 21]【越後 村上藩流】[122]
                - 木村亦六時親[123]
                  - 赤見俊平（岩治郎）[123]

                - 平井伴右衛門佳勝[123]
                - 高橋新左衛門次敬[123]
                - 石井勤太郎廣泰[123]
                  - 佐藤田子七有定[123]
                    - 五條儀左衛門良馬[123]
                      - 石黒又右衛門贇広[67][注釈 22]

              - 渡部兵庫[123][注釈 23]
              - 渡部嘉藤次[123][注釈 24]
              - 渡部六右衛門信行[125][123][注釈 25]【越後 三日市藩上今泉流】[注釈 26][39]
                - 渡部六右衛門安信[108][注釈 27]
                  - 渡部伸蔵保民忠栄[38]
                  - 伊藤喜左衛門顕信[39][注釈 28]
                  - 清水正則[123][注釈 29]
                  - 斎藤群平有良[123]
                  - 勝見善蔵由勉[123]
                  - 阿部金治因観[123]

                - 五十嵐平左衛門正一[123][注釈 30]【越後 三日市藩川口流】[注釈 31][39]
                  - 一柳省一郎知之[39]
                    - 石井與惣治[38][注釈 32]
                      - 猿子匡行[38]
                        - 水沢鉄次郎[38]

                  - 猿子淳[39][注釈 33]
                  - 今井五兵衛[38]
                  - 阿部治郎兵衛[39][38]
                  - 武者新助[39][38][注釈 34]
                  - 田中六郎[39][注釈 35]
                  - 一柳清一郎[39][注釈 36]
                  - 猿子孫右衛門光向[38][注釈 37]
                    - 無剣良雄居士[38]
                      - 天城清治[38]

                  - 神田仁太郎秀信[38][注釈 38]
                  - 伊藤長左衛門長治[39][注釈 39]

                - 伊藤次郎兵衛親輔[39][注釈 40]【越後 黒川藩太平流】[注釈 41][39]
                - 大平官兵衛正之[123][注釈 42]【越後 黒川藩太平流】[39]
                  - 箙鉄蔵[38]
                    - 箙銀平資敬[38]
                      - 加藤左衛門武雄[38]
                      - 小柳鉄三郎敬明[38]
                      - 小柳重三郎朝光[38]
                      - 高橋亀四郎俊富[38]
                      - 渋谷酉三昌俊[38]
                      - 倉橋優之助義府[38]
                      - 大平釣太郎正賢[38]
                      - 大平献造正義[38]
                      - 渋谷市助久孝[38]
                      - 加藤作右衛門朝武[38]

                  - 大平左次馬正道[38]
                  - 大平庫平正陣[38]
                  - 大平範之輔正精[38]
                  - 大平森之助[38]

                - 大沼紋司美正[123]【越後 桑名藩柴橋流】[注釈 43]
                  - 大沼紋司政守[38][注釈 44]
                    - 吉田梅雄[38]
                    - 津田信明[38]
                    - 黒沢孝子[38]

                  - 周水、久吾[38]
                  - 須貝惣四郎[123][38]
                  - 小菅雄左衛門秀成[123]
                    - 清水次郎正寿[123]

                - 大沼重蔵知辰[123][注釈 45]
                - 本間記太夫実徳[123][注釈 46]【越後 黒川藩石喜流】[39]
                  - 本間今右衛門[39][38]
                  - 本間忠蔵徳隆[39][38]
                    - 石井勝右衛門[39][38]
                      - 熊七[38]

                    - 池田某[38]

                - 川崎彦左衛門佑経[123]、川崎彦左衛門佑矩[38][注釈 47]
                - 中野五郎左衛門国信[123][注釈 48]

              - 伊藤理右衛門遠風[134][123]【越後 新発田藩流】[39][注釈 49]
                - 五十嵐隆助謙福[123][注釈 50]
                  - 一代略[39]
                    - 上田右隼[38]
                      - 鈴木忠之助常昭[38]

                    - 能勢又右衛門鷹之進[39]

                - 堀頼母政英[123]

          - 桐山丹英[137][34][注釈 51]
          - 中山伊右衛門[100][34][注釈 52]

        - 吉田実寛（早川瀬兵衛実寛）[123][61][62][注釈 53]【筑前 早川系】
          - 月成八郎左衛門実久[123][61][62][注釈 54]
            - 月成彦之進実誠[123][61][62][140]
            - 大塚作太夫重寧（杉原助太夫）[123][140][61][62][注釈 55]
              - 大塚初平藤郷（大塚初平藤実）[123][140][61][62][注釈 56]
                - 大塚可生重庸[140][61][62][注釈 57]
                  - 大塚作太夫重任[61][62]
                    - 大塚作之丞重徳[61][62]
                      - 大塚作太夫重威[61][62]
                        - 伊丹九郎左衛門景陽[61][62][63][注釈 58]
                        - 伊丹九郎左衛門親賢[61][62][63][注釈 59]

                  - 大塚助左衛門[140][注釈 60]

                - 大塚伊右衛門昭郷[140][注釈 61]
                  - 大塚重兵衛武郷[140][注釈 62]

      - 多田源左衛門祐久[44][45][注釈 63]【広島 円水流】
      - 関某（詳細不明）[144][145][注釈 64]【讃岐 関流】

    - 山本源介[注釈 65]
    - 槇嶋甚助[注釈 66]
    - 井上角兵衛[19] [注釈 67]
    - 中山平右衛門[19][注釈 68]
    - 堤次兵衛永衛[19] [注釈 69]
      - 豊田正脩（橋津八水）[19][15][注釈 70]

    - 長岡直之（松井直之）[注釈 71]
    - 山名十左衛門

  - 寺尾求馬助信行[注釈 72]
    - 安藤正俊[注釈 73]
    - 道家平蔵[注釈 74]
      - 豊田正剛（橋津卜川）[注釈 75]

    - 寺尾佐助信形[158] [15]
    - 新免弁助信盛[注釈 76]
      - 村上平内正雄[注釈 77]
        - 村上平内正勝[注釈 78]
          - 長尾徒山[167][168]【肥後 村上派（長尾系）】
            - 高田十兵衛[167][168][166]
              - 井田仁九郎[167][168][166]
                - 曽根権三郎[167][168][166][注釈 79]

        - 村上八郎右衛門正之[167][168][注釈 80]
          - 豊田景英（橋津正通）[17][注釈 81]
          - 村上大右衛門正保[167][168][注釈 82]【肥後 村上派】
            - 村上貞助[167][168][174]
              - 牧次郎左衛門[167][168][174]
                - 財津久左衛門[167][168][174]
                  - 村上大右衛門[167][168][174]
                    - 高野市十郎[167][168]
                      - 岩崎群次[167][168]

          - 野田一渓種信[167][168][注釈 83]【肥後 野田派】
            - 野田三郎兵衛種勝[注釈 84]
              - 大塚庄八昭博[167][168]
                - 大塚又助常清[167][168]
                  - 野々村広之助永昌[167][168]
                    - 井津野十内
                      - 野田三郎八種久[注釈 85]
                        - 野田辰三郎種養[注釈 86]
                          - 加納軍次
                            - 指田次郎
                              - 一川格治[注釈 87]
                                - 大浦辰男[注釈 88]
                                  - 井上光芳[179]
                                    - 荒木章博[179][注釈 89]

                                - 一川英機[180][181][182]　[注釈 90]
                                  - 二天一流杉並会[183][注釈 91]

                                - 熊本県剣道連盟[183]

                              - 神尾宗敬

                          - 古賀徳孝
                            - 志岐太一郎
                              - 大浦辰男

                          - 鶴田三雄
                            - 松永展幸
                              - 松永芳盛
                                - 松永和典[186]
                                  - 松永哲典[187]

              - 野田三郎兵衛種養
                - 野田三郎吉種秀
                  - 野田三郎八種久

    - 寺尾藤次玄高[188][注釈 92]
      - 寺尾助左衛門
        - 太田善兵衛（太田左平次泉路[189]）[注釈 93]
          - 野田一渓種信

      - 志方半兵衛之経[190][注釈 94]
        - 志方半七之郷[167][168]
          - 新免弁之助玄直[167][168][注釈 95]【肥後 志方系】
            - 志方源左衛門之只[167][168][193]
              - 岡島要右衛門好和[167][168][193]
                - 浅井新右衛門栄広[167][168][193][注釈 96]
                  - 志方司馬助政村[167][168][193]
                    - 寺尾十郎助勝矩[167][168][193]
                      - 小堀平右衛門濶看[167][168][193]
                        - 山尾甚助[167][168][193]
                          - 岡孫之丞[167][168][注釈 97]
                            - 山尾三文太[196][注釈 98]

    - 寺尾郷右衛門勝行[167][168][注釈 99]
      - 吉田善右衛門正弘[167][168][注釈 100]
        - 山東彦左衛門清秀[167][168][注釈 101]
          - 山東半兵衛清明[167][168]【肥後 山東系】
            - 山東新十郎清武[167][168][注釈 102]
              - 青木規矩男久勝[注釈 103]
                - 宮川伊三郎規心（青木規矩男の戦前の弟子）[注釈 104]
                  - 稗島政延伊心[注釈 105]
                    - 宮田和宏政心[215][216][217][218][注釈 106]
                      - 吉村壮平和心[221][222]
                      - 深谷俊文道心[221][222][注釈 107]

                - 稲村清（青木規矩男の戦前の弟子）[注釈 108]
                - 清長忠直政実[注釈 109]
                  - 今井正之信勝[注釈 110]
                    - 岩見利男玄勝[226][227][注釈 111]
                      - 加治屋孝則香玄[226]

                    - 清長文哉（清長忠直政実子息）[229][注釈 112]
                      - 吉用清[229][注釈 113]
                        - 吉用直江[231]

                    - 陳信寰(チンシンホヮン)[225][注釈 114]

                - 五所元治[209][注釈 115]
                  - 吉用清[209]
                  - 石井豊澄[209][注釈 116]

                - 宮川泰孝[注釈 117]
                  - 小松信夫[235][注釈 118]
                  - 宮川護人[注釈 119]

                - 米原亀生[注釈 120]
                  - 松岡秀樹[231][236]

                - 馬場清房藤政[208][注釈 121]

## 伝書・伝記類・研究書

### 流祖宮本武蔵の文書
『兵道鏡』（慶長10年版）
宮本武蔵守藤原義軽。慶長10年（1605年）。
仮託文書という説もある。
多田円明流師範家の多田家の資料であったが、現在は原本の所在不明。森田栄が『日本剣道史』第11号で翻刻。それをもとに、魚住が翻刻し魚住孝至『宮本武蔵―日本人の道』ぺりかん社　2002年12月20日の274～289ページに収録。
『兵道鏡』（慶長12年版増補）
宮本武蔵守藤原義経。慶長12年（1607年）。仮託文書という説もある。
森田栄。
森田栄が偶然入手した古写本で、『日本剣道史』第9号で翻刻。それをもとに、魚住が翻刻し魚住孝至『宮本武蔵―日本人の道』ぺりかん社　2002年12月20日の290～293ページに収録。
ただし、森田の『日本剣道史』第9号で翻刻した、裏前六は収録していない。
高知県立図書館蔵。
『兵法書付』
新免武蔵玄信。寛永15年（1638年）。東京大学史料編纂所所蔵影写本。仮託文書という説もある。魚住孝至『宮本武蔵―日本人の道』ぺりかん社　2002年12月20日の303～311ページに収録。
なお、本文に書名はなく、『兵法書付』は魚住孝至のつけた仮名である。
『兵法三十五箇条』
新免武蔵玄信。寛永15年11月。寛永18年（1641年）2月に細川忠利に呈上した。仮託文書という説もある
複数の写本や相伝文書として作成された『兵法三十九箇条』の複数の写本を校合したテキストが、魚住孝至『定本五輪書』新人物往来社 2005年3月10日に収録。
魚住孝至が『定本五輪書』新人物往来社 2005年3月10日に記載した全生庵版（春風館文庫）を底本に、岩波書店版を校合したテキストは、宮本武蔵 佐藤正英 校注・訳『五輪書』ちくま学芸文庫2009年1月7日に収録。　
『宮本武蔵』（宮本武蔵遺蹟顕彰会編纂・1909 年［初版］）所収の文書を原本とし、『定本 五輪書』（魚住孝至・新人物往来社・2005 年）の文献学的考証を基に校閲し，さらに『武蔵「円明流」を学ぶ』（赤羽龍夫・スキージャーナル・2010 年）所収の「円明流兵法三十五ヶ条」および「円明三十五ヶ条の内（柳生本）」を参照しつつ、その全体を再現したとする宮本武蔵筆『兵法三十五箇条』再現テクストは、日本体育大学教授の町田輝雄によって書かれ、日本体育大学紀要（Bull. of Nippon Sport Sci. Univ.），46 (1)，45–50，2016に掲載。
『兵法三十九箇条』
新免武蔵玄信。寛永18年（1641年）2月。仮託文書という説もある。魚住孝至『宮本武蔵―日本人の道』ぺりかん社　2002年12月20日の321～322ページに収録。
『兵法三十九箇条』は魚住孝至のつけた仮名。
『五方之太刀道』
奥書に作者や作成年月日はないが、宮本武蔵が寛永19年閏9月以降、寛永20年10月までのあいだに書いたと考えられる。
『五輪書』
新免武蔵守玄信が寺尾孫之允に相伝。寛永20年（1643年）～正保2年（1645年）5月12日。その死の1週間前に草稿のまま、譲り渡した。
誤写や脱文のある後発的写本の１つに過ぎない細川家本を底本とし、他の異本との校合をしないで出版されたテキストが、宮本 武蔵,渡辺 一郎 (編さん)『五輪書』岩波書店 1985/2/18 に収録。
講談社学術文庫の鎌田茂雄の現代語訳も含め、ほとんどの五輪書の解説書が岩波書店版を底本としている。
誤写や脱文のある後発的写本の１つに過ぎない細川家本を底本とし、同系統の楠家本と九州大学本で校合し、さらに丸岡家本と狩野文庫本を合わせて、確定したもの、つまりは相伝文書ではない肥後系の伝書をのみを校合したテキストは、魚住孝至『定本五輪書』新人物往来社 2005年3月10日に収録。しかし、複数の写本を校合し、誤写を修正し、脱文を補ったことは画期的であった。校合に使用した書写本の来歴は、魚住孝至『定本五輪書』新人物往来社 2005年3月10日 49～55ページに記載。写本系統図は、同65ページに掲載。
2003年に発見された福岡藩家老吉田家旧蔵本を底本とし、魚住孝至が用いた肥後系の細川家本を合わせて新たに校訂したものは宮本武蔵 佐藤正英 校注・訳『五輪書』ちくま学芸文庫2009年1月7日に収録。
佐藤正英は後書きで、魚住孝至への学恩に感謝している。
相伝文書として作成された福岡藩家老吉田家旧蔵本や中山文庫本などの筑前系の写本、筑前系写本から派生し相伝文書として作成された旧越後諸藩に伝わった『五輪書』の複数の写本、肥後系の写本を校合したものは、播磨武蔵研究会のホームページ掲載。
筑前系・越後系、肥後系の五輪書の写本の伝系図については、播磨武蔵研究会のホームページに掲載がある。

### 江戸時代の継承者や関係者の文書
『小倉碑文』
武蔵卒後九年の承応三年（1654）、つまり武蔵十回忌に、武蔵の養子・宮本伊織が建てた。
碑文の写真と翻刻は、播磨武蔵研究会の資料篇に記載がある。
『寺尾求馬助信行相伝奥書』
寺尾求馬助、寛文6年（1666年）、魚住孝至『宮本武蔵―日本人の道』ぺりかん社 2002年12月20日 323～324ページに収録。また播磨武蔵研究会のホームページに収録。
『寺尾信行五法技解』
寺尾信行。作成年月不明。
『秘之部兵法之書』
高瀬某が寛文12年（1672年）に書写。野田派に伝わる文書。
『五方の形』
寺尾孫大夫重信が寛文12年（1672年）に『二天一流伝』から抜粋して書写。野田派に伝わる文書。
『兵法二十七箇条』
長岡直之。元禄3年（1690年）頃。
『二天流兵法書目註解』
長岡直之。元禄3年（1690年）以前成立。享保6年写し。
大浦辰男『宮本武蔵の真髄 五輪書と二天一流の極意』マネジメント社 1989年10月1日に翻刻。
『五法刀構』
新免弁助信盛。元禄13年（1700年）。
『五方之太刀道』の注釈書。
かなり自由な解釈となっており、特に『史記』の故事を踏まえて書かれた部分の注釈には誤りが多くみられる。
『合口修行之口伝』
作者、作成年月不明。野田家の文書。
『二天一流兵法書序鈔』
豊田又四郎正剛。宝永4年（1707年）。『五方之太刀道』の注釈書。
『寺尾信行五法技解』の訓点に従いつつ、振り仮名・送り仮名はかなり改めた書き下しと注釈をつけた。
『月影之書』または『月影之巻』
吉田実連 宝永五年（1708年）9月。中山文庫本の五輪書（東京都立図書館所蔵）に添付されている。
筑前の早川系にのみ見られる文書である。　　　　　　　　　　　　　　　　　　　　　　　　　　　　　　　　　　　　　　　　　　　　　　　　　　　　　　　　　　　　　　　　　　　　　　　　　
『兵法口義』
豊田又四郎正剛。正徳元年（1711年）。
豊田正剛が寺尾求馬助の直弟子の道家平蔵から古伝の術技の要領を聞き書きしたもの。
『兵法大祖武州玄信公伝来』
立花峯均。享保12年（1727年）。
宮本武蔵、寺尾孫之允、柴任三左衛門美矩、吉田太郎右衛門実連の伝記と、立花峯均自身の回顧録。当時の稽古の様子についても記載。
『円明流水哉伝備忘譜』
左右田邦俊。享保12年（1727年）。名古屋の円明流の伝書。
『太田先生著述之兵法書』
太田善兵衛正英。寛延3年（1750年）。熊本県立図書館蔵。
新免弁助信盛の弟子の術技伝書。
内容的には、後掲の『二刀一流極意條々』の『二刀一流剣道秘要』三橋鑑一郎 補注 武徳誌発行所 明治42年（1909年）に翻刻された『二刀一流極意條々』の33ページ以降の内容とほぼ一致。
『二刀一流極意條々』
作者、作成年月不明。
『二刀一流剣道秘要』三橋鑑一郎 補注。武徳誌発行所 明治42年（1909年）に翻刻。
『武公伝』
豊田正脩。宝暦5年（1755年）。
『二天一流兵法秘伝集』
野田一渓種信。明和2年（1765年）～安永7年（1778年）
『村上伝兵法口義』
村上正之。安永5年（1776年）。
『二天記』
豊田景英。安永5年（1776年）。
豊田景英は、八代の長岡家家臣で、『武公伝』の豊田正脩の子息。
村上八郎右衛門正之の弟子。
明治末以来、近年まで、一般に最も信仰され依拠された武蔵伝記ではあるが、『武公伝』にはない文書が登場したり改竄もみられ、肥後の伝説の変質と増殖の軌跡を示す。
『師談抄』
豊田景甫（景英）。安永9年（1780年）。熊本県立図書館蔵 富永家寄贈 武道関係資料。
師の村上正之伝の術技の伝承。
『兵法先師伝記』
丹羽信英。天明2年（1782年）。
『兵法列世伝』
丹羽信英。作成年月不明。
佐藤泰彦『城下町新発田の剣道史　下巻』平成19年（20007年）12月10日に、口語訳が全文掲載。
『兵法烈世伝』
清水政則。作成年月不明。『兵法列世伝』の増補。
佐藤泰彦『城下町新発田の剣道史　下巻』平成19年（20007年）12月10日に、口語訳が全文掲載。
『五尺木刀伝来之巻』
作者・作成年月不明。越後系の文書。寺尾孫之允から筑前・福岡、越後の二天一流の継承者に伝えられた五尺木刀術の５尺木刀の由来が記載。
『井蛙独語』
岩崎矩忠。天明4年（1785年）頃。熊本県立図書館蔵 富永家寄贈 武道関係資料。
村上正勝伝の書。
『丹羽信英伝』
丹羽悳（1795～1846）。作成時期不明。文政7、8年（1824年、1825年）あたりか？　新潟県新発田市市立図書館所蔵の丹羽文庫のなかの積善堂文庫。
越後の二天一流を伝えた丹羽信英の伝記。
アリーナ = Arena（中部大学）18号 2015年,p.269-308　鈴木 幸治『「丹羽信英伝」を読む』に翻刻。解説。
『宮本玄信伝』
奥書はないが、筆跡と内容から宇都宮泰長が作者は本庄茂満で、天保9年（1838年）に作成と特定。小笠原文庫所蔵
宇都宮泰長『宮本玄人信伝資料集成』鵬和出版 2005年10月10日に全文が翻刻。
『兵法心気体覚書』、『戦機二天流』、『武蔵流修行心得之事』
肥後・志方系の浅井新右衛門栄広の弟子が師に命じられて書いた。天保9年（1838年）11月19日。
『二刀一流剣道秘要』三橋鑑一郎 補注。武徳誌発行所 明治42年（1909年）に翻刻
『武蔵先生二天一流一刀表』
宮崎長兵衛政賢。作成年月不明。宮崎兄弟資料館蔵。
山東派で行われている一刀の型を江戸期に収録したもの。

### 明治時代以降の継承者や研究者の文書
『宮本武蔵』
宮本武蔵遺蹟顕彰会編。明治42年（1909年）。
『二刀一流剣道秘要』
三橋鑑一郎 補注。武徳誌発行所 明治42年（1909年）。『五輪之書』、『兵法五法之巻』、『兵法心気体覚書』、『戦機二天流』、『武蔵流修行心得之事』、『二刀一流極意條々』、『武蔵実伝二天記』(豊田正修)｡
『兵法心気体覚書』、『戦機二天流』、『武蔵流修行心得之事』は、江戸時代に肥後・志方系の浅井新右衛門栄広の弟子たちが書いた。
『兵法二天一流太刀勢法解説書』
青木規久男（講述）、馬場清房藤政（著）1960年。私家本。山東派の技法を解説。
『五輪書　附兵法三十五ヵ條 外』
宮本武蔵顕彰五輪の会。1968年8月5日。宮本武蔵顕彰五輪の会。
宮川泰孝による、山東派の五方太刀道序の訓、剣術・棒術の型の名称の紹介。
『二天一流之形』
剣道日本1976年3月号の記事。
宮川泰孝による山東派の一刀の太刀12本、小太刀7本、二刀5本の形の解説。
『新・宮本武蔵考』
宮川伊三郎規心の船曳芳夫・大坪指方との共著。岡山県大原町宮本武蔵顕彰会 1977年12月17日
二天一流鍛錬会（山東派の細川家伝統兵法二天一流）の稽古体系の概要（型の名称）を説明。写真や具体的な手順の記載はなし。
『越後における兵法二天一流 』
飯田素州、飯田素州　1980年。新潟県立図書館蔵。
越後での二天一流の伝系を発掘した画期的な研究書。
『宮本武蔵・二天一流の世界』
一川格治。土屋書店 1984年9月1日。
写真と文章を使って、野田派の技法を解説。
『宮本武蔵 独行道　二天一流勢法』
今井正之。山東派の形の解説（写真はなし）。1987年12月4日。
『宮本武蔵の真髄 五輪書と二天一流の極意』
大浦辰男。マネジメント社 1989年10月1日に翻刻。写真と文章を使って、野田派の技法を解説。
『細川家伝統兵法二天一流勢法解説書』
宮田和宏。平成7年（1995年）5月19日発行。私家版。
山東派の細川家伝統兵法二天一流の勢法の解説。
『宮本武蔵伝説―最強剣士・宮本武蔵の激闘人生を検証! (別冊宝島 574) ムック 』
宝島社 2001年4月1日。
宮田和宏が山東派の細川家伝統兵法二天一流の型を解説。
『史料考證　勧進・宮本武蔵玄信』
谷口覓　私家本　1995年11月1日
『宮本武蔵・伊織と小原玄昌について』
宇都宮泰長 鵬和出版 2001年7月。
『宮本武蔵伝説 (宝島社文庫)』
宝島社 2001年11月1日。
宮田和宏が山東派の細川家伝統兵法二天一流の型を解説。
『宮本武蔵 実戦・二天一流兵法「二天一流兵法書」に学ぶ』
宮田和宏。文芸社 2002年10月15日。
『宮本武蔵 日本人の道』
： 魚住孝至。ペリカン社 2002年12月1日。
『福岡藩家老吉田家旧蔵「二天一流兵法書」について』上、下
大倉隆二　『西日本文化』2003年10月号（395号）、西日本文化』2003年11月号（396号）
九州大学文学部・九州文化史研究所に所蔵される『五輪書』ならびに付属文書の意義について解説。付属文書の翻刻あり。
『宮本武蔵随想録 語り継ぐ剣聖・武蔵の実像と秘話』
日本随想録編集委員会 編 歴研 2003年11月。
稗島政信が山東派の細川家伝統兵法二天一流の形を解説（写真はなし）。
『決定版 五輪書 現代語訳』
大倉隆二 草思社 2004年5月10日
九州大学所蔵の『五輪書』吉田家本の翻刻ならびに現代語訳。
『宮本玄人信伝資料集成』
宇都宮泰長 鵬和出版 2005年10月10日｡
『宮本武蔵研究第二集 武州傳来記』
福田正秀。星雲社 2005年12月19日。
立花峯均の『峯均筆記』の全文翻刻、解説。『本庄家「家系譜」』原文復刻（抄）。
『福岡藩と二天一流（上）「吉田家本五輪書」を紐解く』
吉田喜代　『福岡知容姿研究』42 2004年7月号所収
『福岡藩と二天一流　「吉田家本五輪書」を繙く（下）』
吉田喜代　『福岡地方紙研究』43　2005年7月号所収
筑前福岡藩の早川系の二天一流について、まとまった記述がある。
『城下町新発田の剣道史　下巻』
佐藤泰彦。刊行発起人会。2007年12月10日。
『兵法列世伝』『兵法烈世伝』の全文の現代語訳が収録されている。
また新発田藩の二天一流について、まとまった記述がある。
『新編真訳 五輪書 兵法二天一流真諦』
宮田和宏。文芸社 2007年11月15日。
『宮本武蔵 「兵法の道」を生きる』
魚住孝至。岩波書店 2008年12月19日。
『細川家伝統 兵法二天一流 宮川伊三郎派』
稗島政信伊心 監修（表紙による）。私家本。2016年6月29日。山東派の技法解説。
奥付には、「著者 稗島政信」とあるが、表紙は稗島政信監修となっており、「小太刀は習っておりません」（17ページ）と記載があり、大東流合気柔術の技の紹介や伝系の紹介があるので、実際には弟子で大東流合気柔術師範の小関茂義が書いたものと推定される。
『郷土史家・飯田素州先生を偲ぶ』
佐藤泰彦。新発田郷土誌　第48号　2020年　新発田郷土研究会　所収。
越後伝の二天一流の研究者飯田素州のことや、姫路に在住され、播磨武蔵研究会の主宰された鈴木幸治のことが記載されている。宮本武蔵や二天一流の研究史に欠かせない論考。